# Funny Games U.S.
Funny Games U.S. – amerykański thriller psychologiczny z 2007 roku w reżyserii Michaela Hanekego. 
Remake austriackiego filmu tego samego reżysera Funny Games z 1997 roku. Akcja tej wersji filmu rozgrywa się w stanie Nowy Jork. Obydwie wersje są bardzo podobne – zaczynając od tych samych ujęć, na dokładnie oddanych sytuacjach kończąc.

## Fabuła
Akcja filmu zaczyna się, gdy bogata rodzina przyjeżdża do posiadłości letniskowej, w której mają miło spędzić urlop. Nie przypuszczają, że do ich drzwi zapukają nieśmiali, nieskazitelnie ubrani młodzi chłopcy o wzorowych manierach, którzy zaczną się nad nimi znęcać psychicznie i fizycznie.

## Obsada
- Anna - Naomi Watts
- George - Tim Roth
- Georg Jr. - Devon Gearhart
- Paul - Michael Pitt
- Peter - Brady Corbet